# 北美高壓
北美高壓（也被稱為加拿大高壓/反氣旋，有時它會移動到歐洲被稱為格陵蘭高壓/反氣旋）是一個非常重要高氣壓或稱為反氣旋，它是由於冷空氣在北美洲上空輔合下降而形成的。在夏天它會被極地低壓北美低壓所取代或者移動到北美或歐洲具有大陸性氣候特征的土地上。
北美高壓經常回伴隨著低壓區或氣旋東行。它所輔散出來密集且冷的空氣，在加拿大洛基山脈的阻擋下通常不會延伸超過3 km（9,800 ft）。但有些時候，由於高壓的強度太大，風就可能翻過洛基山形成強大的冷潮進攻美國西南部和墨西哥，通常強冷潮會南下至哈利斯科州，它們常常會凍住穀物和給位於墨西哥的山峰帶來強降雪。高壓通常會在洛基山東面活動，由於高大的洛基山阻礙了來自太平洋的暖濕氣流，為高壓的發展提供了良好的條件。北美高壓一月海平面中心平均氣壓大概為1,020hPa（30.12英吋汞柱）。而當它為加拿大高壓時，它常常會往東南移動直到它在大西洋與亞速爾高壓合併。在夏天，加拿大高壓會促進美國洛基山東部和加拿大南部部分的溫干空氣進行循環。
北美高壓類似於歐亞大陸上的西伯利亞高壓，只是北美高壓的強度和影響小了點，因為它只影響北半球的天氣。這個高气压(大氣壓強)的中心壓強很少會超過1055.0hPa（1055.0 帕斯卡）（hPa）（SI）。
在冬半年，溫冷且干的空氣常常會在大盆地附近聚集形成高壓區或反气旋，而這些空氣在地平面會輔散形成冷锋進攻美国。而當這些空氣進入大西洋后，它們就會變成暖濕的空氣從而使得原高壓區或反氣旋減弱甚至消散。
在歐洲加拿大-美國高壓常常會在格陵兰上空盤旋，而這時的高壓被稱為格陵蘭高壓影響北歐的天氣，又或者直接與斯堪的納維亞高壓合併。

## 更多
- 西伯利亞高壓
- 寒潮